# Colletes albicinctus
Colletes albicinctus là một loài Hymenoptera trong họ Colletidae. Loài này được Moure mô tả khoa học năm 1943.